# Cuadrifolio

Cuadrifolio rotado

Cuadrifolio creado con engranajes

El cuadrifolio (también conocido como trébol de cuatro hojas) es un tipo de rosa polar con una frecuencia angular de 2.

## Ecuaciones
En coordenadas polares, tiene la expresión siguiente:
{\displaystyle r=a\cos(2\theta ),\,}
con la correspondiente ecuación algebraica:
{\displaystyle (x^{2}+y^{2})^{3}=a^{2}(x^{2}-y^{2})^{2}.\,}
Girando la curva en sentido antihorario 45°, se convierte en
{\displaystyle r=a\sin(2\theta )\,}
con la ecuación algebraica correspondiente
{\displaystyle (x^{2}+y^{2})^{3}=4a^{2}x^{2}y^{2}.\,}
Es una curva algebraica plana de género cero.

Curva dual del cuadrifolio

La curva dual del cuadrifolio es
{\displaystyle (x^{2}-y^{2})^{4}+837(x^{2}+y^{2})^{2}+108x^{2}y^{2}=16(x^{2}+7y^{2})(y^{2}+7x^{2})(x^{2}+y^{2})+729(x^{2}+y^{2}).\,}

## Área y longitud
El área contenida dentro de la curva es {\displaystyle {\tfrac {1}{2}}\pi }, que es exactamente la mitad del área del círculo que envuelve perimetralmente el cuadrifolio. La longitud de la curva es de aproximadamente 9,6884.